# Модальна нотація

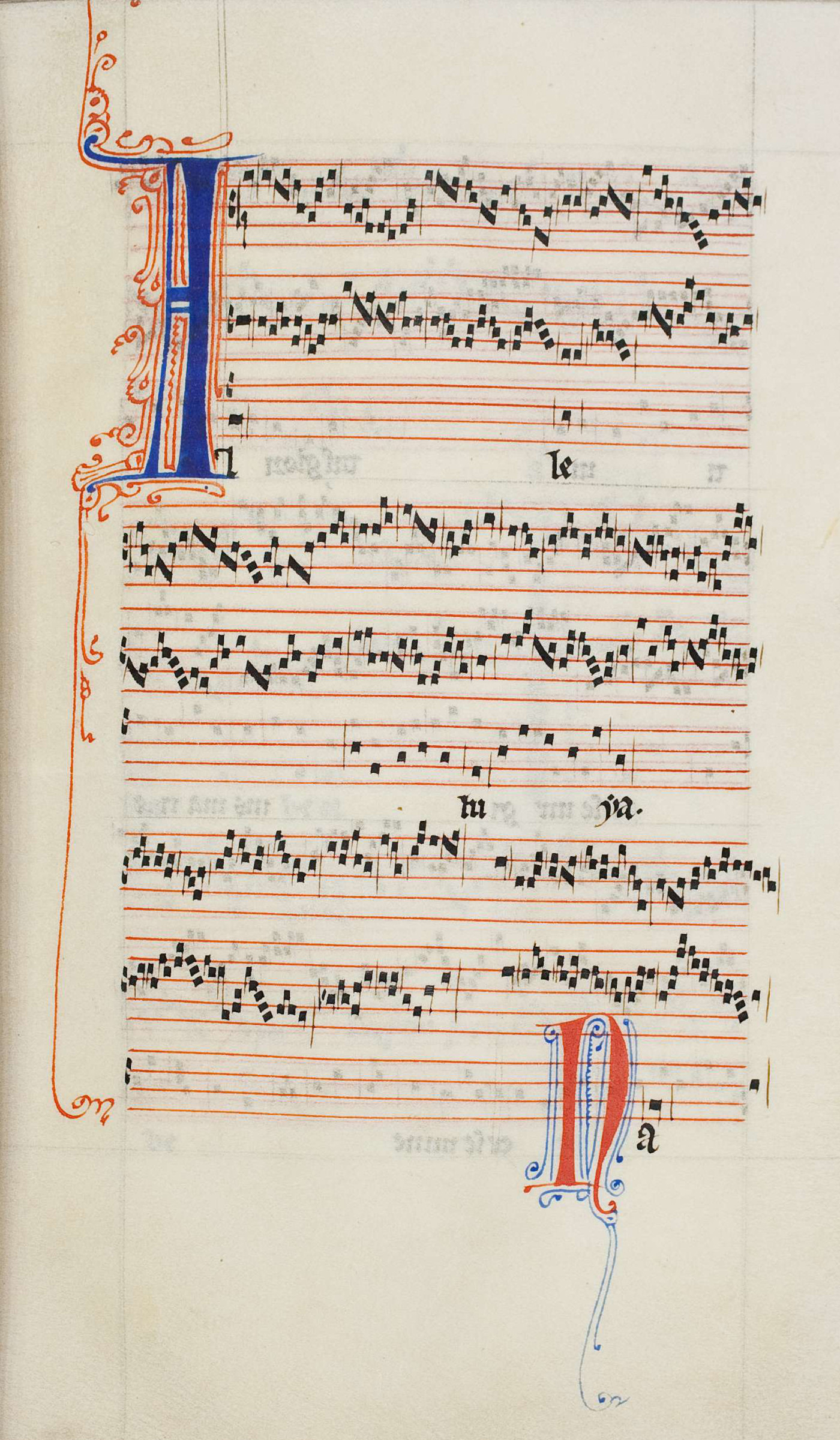
Алілуя 'Nativitas' Перотіна, записана в системі модальної нотації (рукопис I-Fl Pluteus 29.1, XIII століття)

Модальна нотація (нім. Modalnotation) — вид лінійної ритмічної нотації, передформа мензуральної нотації. Модальна нотація застосовувалася переважно в другій половині XII і в XIII столітті. Вся багатоголосна музика школи Нотр-Дам (у рукописах, що містять Magnus liber organi) і більшість мотетів Ars antiqua записані в цій системі.
Модальна нотація — перша в історії система письмової фіксації музики, в якій послідовно нотувався ритм. Для позначення тривалостей використовувалися ті ж графеми, які служили в квадратної нотації церковної монодії для позначення висоти звуків. Ритмічну інтерпретацію «звуковисотних» графем квадратної нотації реалізовано стабільним групуванням, переважно, дво- і тринотних графем (так званих лігатур).

## Модальна ритміка

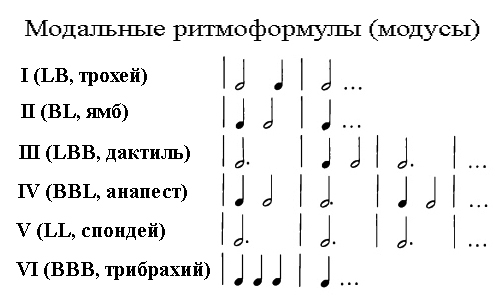
У розшифровці лонга (L) передається як половинна, бревіс (B) — як четвертна. Показано тільки «першу серію» (primus ordo) тривалостей, яка включає одне повне і одне часткове проведення модусу (відсутня частина заповнюється паузою до перфекції)

У класичній (п'ятилінійній тактовій) нотації кожна тривалість ноти передається особливими графічними елементами ноти (штилем або його відсутністю, формою і / або штрихуванням головки, крапкою тощо) і абстрагована від метру (наприклад, четвертна може бути частиною дво-, три-, чотиричетвертного тощо такту). Модальна ритміка ґрунтувалася на тридольній мензурі — так званій перфекції (лат. perfectio букв. досконалість, закінченість), для заповнення якої в практиці склалися готові ритмоформули (лат. modi, модус). Найчастіше теоретики того часу описували шість ритмоформул-модусів, порівнюючи їх (уперше, можливо, 1199 року в Олександра з Вільдьє у гл. 10 «Doctrinale», на початку XIV століття — у Вальтера Одінгтона) з античними стопами (див. нотну схему).
Періодично оновлюючись (з незначними структурними змінами), модуси складалися в серії, або «ряди» (лат. ordines). Ці ряди тридольних формул і донині безпосередньо сприймаються на слух (наприклад, в органумах Перотіна) і створюють своєрідний ефект «кругообігу» — монотонного руху без агогіки і без якоїсь «драматичної» (властивої, наприклад, музиці класико-романтичної епохи) мотивно-ритмічної розробки.
В основі модальних ритмоформул лежать тільки дві тривалості — бревіс (лат. brevis к оротка) і лонга (лат. longa — довга), показані на схемі латинськими літерами B і L. Та чи інша типова комбінація бревісів і лонг і дає ритмоформулу. При цьому перший, другий і шостий модуси укладаються в одну перфекцію (тридольну єдність), третій, четвертий і п'ятий охоплюють зразу дві перфекції. A priori лонга рівно вдвічі довша від бревіса. Однак, для того щоб формули укладалася в тридольну мензуру (обов'язкова вимога техніки багатоголосної композиції в описувану епоху), лонга і бревіс у деяких випадках збільшувались, як, наприклад, у третьому, четвертому і п'ятому модусах (відповідно, LBB, BBL, LL). Цей процес «розтягування» нормативної тривалості в джерелах отримав назву «альтерація» (лат. alteratio).

## Теорія і практика
Струнка в теоретичних описах система модальної ритміки на практиці реалізовувалася вельми неоднозначно. Причиною цієї неоднозначності було одвічне прагнення музикантів до різноманітності ритму і, перш за все, прагнення уникнути монотонної ітерації тих самих ритмоформул згідно з обраним модусом. Окрема тривалість у рамках встановленої формули могла розбиватися на дві дрібніші тривалості (цей процес Анонім IV назвав fractio modi, «дроблення модусу») і навпаки, дві дрібніші тривалості могли об'єднуватися в одну велику (extensio modi, «розширення модусу»). Дроблення модусу могло здійснюватися за допомогою так званої пліки (лат. plica — складка) — невеликої вертикальної палички (нагадує укорочений штиль у класичній нотації), яка приєднувалася до останньої ноти лігатури праворуч. Пліка служила сигналом розбиття останньої тривалості формули на дві дрібніші тривалості, а напрямок штилю показував висоту, на яку слід було встановити останню тривалість. Якщо штиль пліки спрямований вгору, цю останню ноту слід було розташовувати на секунду вище від зазначеної останньої ноти лігатури, якщо штиль вниз, відповідно, на секунду нижче. Існували й інші техніки композиції, що розмивають модально-ритмічну монотонію.

## Примітка
1. ↑  По причине «догмата трёхдольности» никаких знаков мензуры в памятниках модальной нотации нет (в отличие от артефактов мензуральной нотации, где такие знаки были).
2. ↑  Flotzinger R. Zur Frage der Modalrhythmik als Antike-Rezeption // Archiv für Musikwissenschaft 29 (1972), S.205-206.
3. ↑  По Флотцингеру, «единица [ритмического деления] более высокого уровня» (höhere Einheit), а также «длительность более высокого порядка» («eine Länge höherer Ordnung»).